# Fiat Bravo
Fiat Bravo – samochód osobowy klasy kompaktowej produkowany przez włoską markę Fiat w latach 1995–2001 oraz ponownie w latach 2007–2014.

## Pierwsza generacja

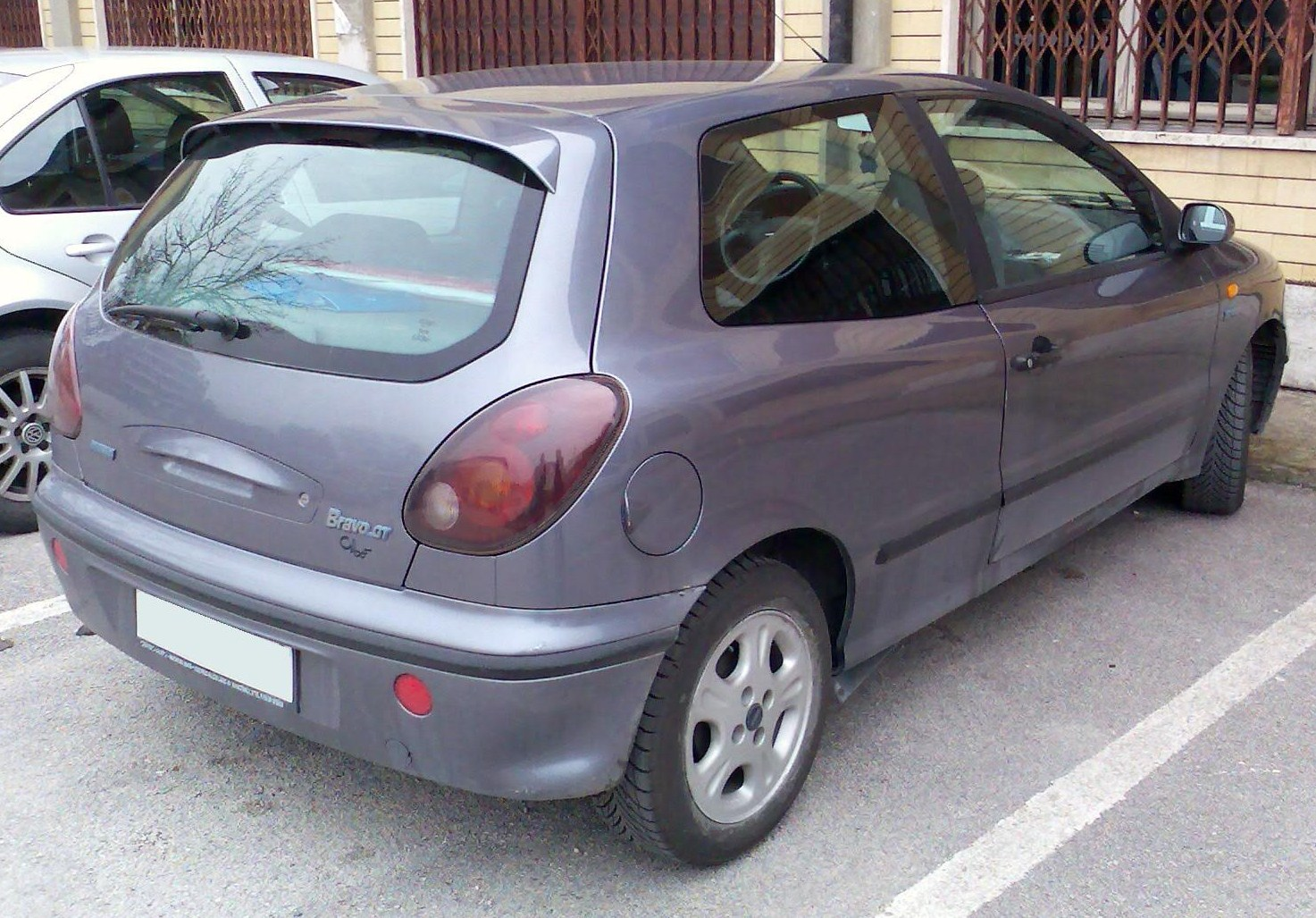
Fiat Bravo - tył

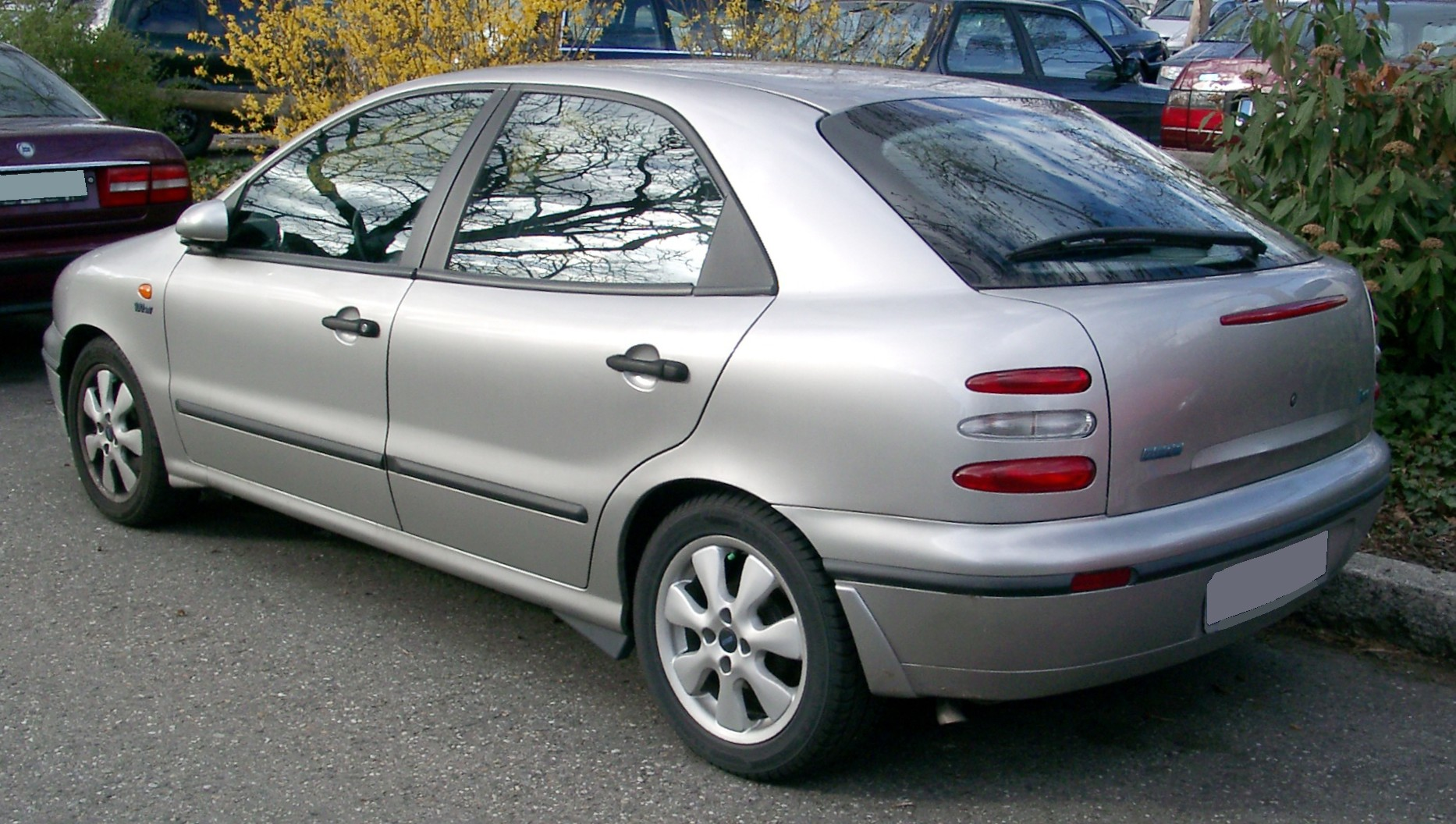
Fiat Brava

Fiat Bravo został zaprezentowane po raz pierwszy w sierpniu 1995 roku w Turynie.
Pojazd był następcą modelu Tipo i zarazem trzydrzwiową odmianą modelu Brava. Projekt auta został opracowany przez amerykańskiego stylistę, Chrisa Bangle'a (jego dziełem był też m.in. Fiat Coupé).
Nazwa bravo oznacza w języku włoskim: dobry, zdolny Samochód był skierowany do osób młodych, ceniących pojazdy o sportowych walorach – w porównaniu z większym bratem był wyposażony w mocniejsze silniki. Brava była za to przestronniejsza, mająca odgrywać rolę auta rodzinnego (jej bagażnik był pojemniejszy o 100 l od trzydrzwiowego odpowiednika).  
Bravo (wspólnie z bliźniaczym Brava) otrzymał tytuł Samochód Roku 1996 (Car of the Year). Zastąpiony w 2001 roku przez Fiata Stilo.

### Miejsce produkcji
Pojazd produkowano w latach 1995–2001 we Włoszech, w fabryce Stabilimento Fiat di Cassino w Piedimonte San Germano (niedaleko miasta Cassino i wzgórza Monte Cassino).
Montaż Bravo (wraz z modelami: Punto, Brava, Marea i Ducato) odbywał się również w Polsce. W latach 1996–2000 w tyskich zakładach Fiat Auto Poland zmontowano 3842 sztuki tego modelu. Samochody powstawały w systemie SKD (montaż z gotowych podzespołów).

### Charakterystyka pojazdu

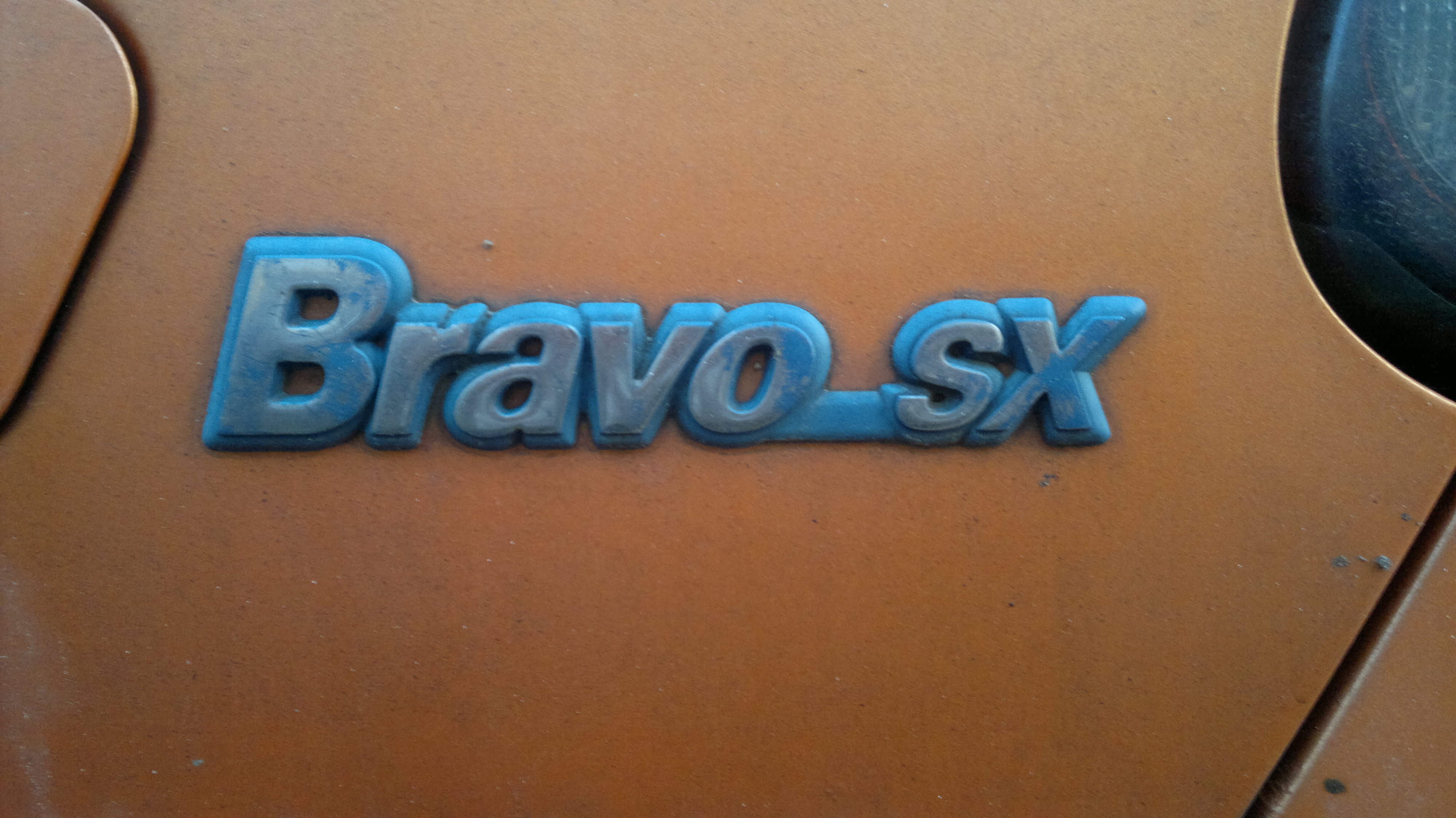
Logotyp Bravo w wersji wyposażenia SX

#### Nadwozie
Bravo było oferowane wyłącznie jako 3-drzwiowy hatchback. Długość nadwozia przy rozstawie osi 2,54 m wynosiła 4,03 m, szerokość 1,76 m, a wysokość 1,42 m.
Charakterystyczne elementy nadwozia to długie boczne drzwi, wąskie przednie reflektory położone na zderzaku (identycznie jak we Fiacie Brava) oraz owalne tylne światła w kształcie łezki, ustawione pod kątem, pomiędzy bokami samochodu a pokrywą bagażnika. Linia boczna samochodu – z gumowymi listwami i zaokrągleniami karoserii – oraz przód – z dużą szybą przednią, połączoną z maską silnika, ustawioną pod dosyć ostrym kątem – podkreślały lekko sportowy charakter Bravo.
Nadwozie zostało zabezpieczone przed korozją przez cynkowanie. Oznaki starzenia pojawiały się zazwyczaj tylko na pokrywie silnika, w okolicach błotników i na progach. Słabym punktem nadwozia były też klamki i wsporniki lusterek, z których po kilku latach używania złuszczało się tworzywo sztuczne.
Pojazd dostępny był w jedenastu wersjach kolorystycznych nadwozia, osiem z nich to lakiery metalizowane:
| Kolor nadwozia           | Kod | Kolor nadwozia          | Kod |
| ------------------------ | --- | ----------------------- | --- |
| Biały                    | 249 | Zielony refleks metalik | 391 |
| Żółty superga metalik    | 515 | Niebieski zenit metalik | 394 |
| Popiel degas metalik     | 623 | Granat heraldic metalik | 483 |
| Popiel sassi metalik     | 823 | Czarny (Nero)           | 601 |
| Czerwony                 | 169 | Black ink metalik       | 820 |
| Czerwień polarna metalik | 133 |                         |     |

#### Wnętrze
Wnętrze Bravo pierwszej generacji pozwalało na podróż pięciu osobom. Wyprofilowane fotele przednie zapewniały odpowiednie trzymanie boczne (szczególnie w usportowionych odmianach GT i HGT). Fotel kierowcy wyposażono w regulację ustawienia wysokości, odchylenia oparcia pleców i podgrzewanie (w zależności od wersji, dotyczy również przedniego fotela pasażera). Długie przednie drzwi ułatwiały zajęcie miejsca pasażerom tylnej kanapy (dzielona).
Deska rozdzielcza zawierała przyrządy takie jak: prędkościomierz, obrotomierz, wskaźnik temperatury silnika oraz poziomu paliwa. Kierowca do dyspozycji miał przełączniki świateł przeciwmgielnych, a także sterowania ogrzewaniem i nawiewami, które zapewniały dobrą wentylację wnętrza. Szyby oraz lusterka były sterowane elektrycznie (standardowo lub opcjonalnie, w zależności od wersji wyposażenia). Standardem Fiata Bravo był wbudowany na stałe w deskę rozdzielczą radioodtwarzacz z RDS i autorewersem. 
Mankamentem była jakość zastosowanych tworzyw, które dość łatwo było zarysować, złamać, czy – w przypadku tapicerki – trwale zaplamić lub podrzeć. Wyciszenie przestrzeni pasażerskiej było niewystarczające, przez co do wnętrza dostawały się odgłosy pracy silnika Diesla, czy szum powietrza przy szybszej jeździe.
Bagażnik, jak na segment C był średniej wielkości, jego pojemność to 280 dm³, po złożeniu tylnej kanapy wzrastała do 1030 dm³.

#### Zawieszenie
| przód | niezależne zawieszenie typu MacPherson, wahacze stalowe zamocowane do belki poprzecznej, sprężyny eliptyczne, amortyzatory teleskopowe o podwójnym działaniu, stabilizator poprzeczny |
| tył   | niezależne zawieszenie z wahaczami z żeliwa sferoidalnego, poprzeczny drążek skrętny, sprężyny eliptyczne, amortyzatory z tulejkami metalowo-gumowymi, stabilizator poprzeczny        |

Zawieszenie w Bravo dość dobrze radziło sobie z tłumieniem nierówności, zapewniając przy tym wystarczające właściwości jezdne. Trwałość była jednak przeciętna, najszybciej zużywały się łączniki stabilizatora oraz metalowo-gumowe elementy wahaczy. Często wymieniać też było trzeba końcówki drążków kierowniczych. Koszty części zamiennych nie były jednak wysokie. Stosunkowo droga była jedynie regeneracja łożysk tylnych wahaczy.
Tylne amortyzatory mocowane były obok sprężyn, co ułatwiało ich ewentualną wymianę. W zawieszeniu przednim łączniki czy wahacze należało wymieniać co 30-40 tys. przejechanych kilometrów, w tylnym wystarczyło raz na 80-100 tys.

#### Układ hamulcowy
| hamulce przednie  | tarczowe (średnica tarczy: 257 mm, w wersji 2,0 20v: 284 mm)                                                            |
| hamulce tylne     | bębnowe (średnica bębna: 180-180,25 mm, z ABS: 203,10-203,40 mm); tarczowe – w wersji 2,0 20v (średnica tarczy: 240 mm) |
| hamulec postojowy | sterowany mechanicznie za pośrednictwem linki, działający na koła osi tylnej                                            |

Z przodu stosowano hamulce tarczowe (wentylowane w JTD oraz nowszych 1,6 16v i 1,8 16v), a z tyłu bębnowe. Wyjątkiem był Bravo HGT 2,0 20v z dwulitrowym pięciocylindrowym 
silnikiem, w którym także z tyłu stosowano hamulce tarczowe.
W skład układu uruchamiającego hamulce wchodził pedał hamulca, pompa hamulcowa ze zbiornikiem płynu hamulcowego oraz urządzenie wspomagające (serwo). Dwuobwodowy układ hydrauliczny, wraz z podciśnieniowym urządzeniem wspomagającym, uruchamiał hamulce krzyżowo. W przypadku uszkodzenia jednego z obwodów, uruchamiane były hamulce diagonalnie: koła przedniego prawego i tylnego lewego lub przedniego lewego i tylnego prawego. W układzie zastosowano korektor siły hamowania, działający na koła tylne. Jego zadaniem było utrzymanie odpowiedniej różnicy ciśnień w obwodzie kół przednich i tylnych, zależnie od obciążenia samochodu. 
Tylne hamulce tarczowe (stosowane w samochodach z silnikami 2,0 20v) były zbudowane podobnie do hamulców przednich, z tym że w cylinderku hamulcowym stosowano dodatkowy samoczynny mechanizm automatycznej regulacji luzu pomiędzy wkładkami ciernymi hamulców a tarczą hamulcową.
Wyposażeniem dodatkowym (seryjnym w wersji 2,0 20v) niektórych wersji samochodu był układ przeciwblokujący ABS, typu Teves Mk 20.
Hamulec postojowy (pomocniczy; awaryjny; potocznie: ręczny), sterowany mechanicznie dźwignią ręczną za pośrednictwem linki, działał na koła osi tylnej. Linka była połączona z obejmą, która z kolei w górnej części łączyła się przegubowo ze szczęką hamulcową oraz z mechanizmem automatycznej regulacji luzu.

#### Silniki

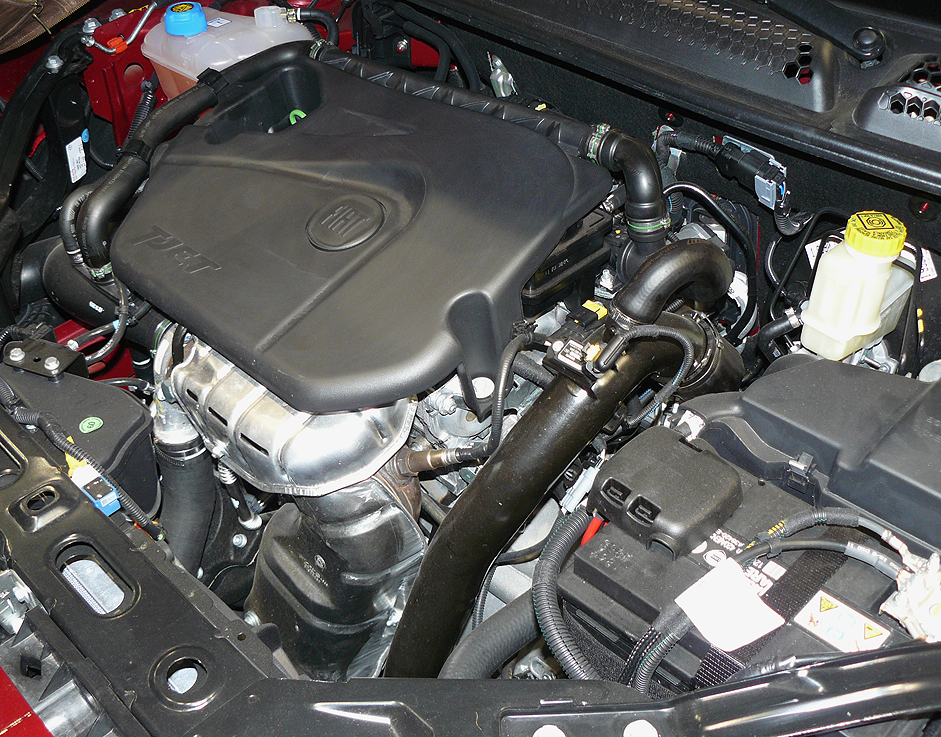
Silnik 1,4 T-Jet 150 KM

##### Benzynowe
Stosowane w Bravo silniki benzynowe były silnikami czterosuwowymi, rzędowymi, umieszczonymi poprzecznie z przodu samochodu. Pojemność tych jednostek zaczynała się od 1,2 a kończyła na 2,0 l. Z mniejszych początkowo popularny był oferowany od 1995 roku silnik 1,4 12v (80 KM). Była to konstrukcja dość nieudana, zbudowana ze słabych materiałów, mająca opinię najbardziej awaryjnej wśród motorów dostępnych w Bravo. Nie poradzono sobie w niej ze smarowaniem wałka rozrządu, czego konsekwencją była powtarzająca się potrzeba czyszczenia i wymiany magistrali olejowych w głowicy, a także dość kosztownej wymiany wałków i dźwigienek. Ciekawszą propozycją był wprowadzony w I kwartale 1999 roku silnik 1,2 16v (80 KM), w miarę oszczędny, mniej awaryjny i zapewniający względnie dobre osiągi: przyspieszenie do 100 km/h trwało 12,5 s, a prędkość maksymalna wynosiła ok. 170 km/h. Flagową propozycją w gamie był pięciocylindrowy 2,0 20v, oferowany w wersji HGT. Moc tego silnika różniła się w zależności od rocznika, mogła mieć 147 lub 155 KM (Vis). Ten najmocniejszy pozwalał uzyskać 100 km/h w 8 s oraz rozpędzić Bravo do 213 km/h. 
W silnikach stosowano elektroniczne układy wtrysku paliwa i zapłonu zintegrowane w ramach systemu sterowania silnika. Ich opracowanie oraz produkcję powierzono firmom: Bosch (80 16v, 1.4 12v, 2.0 20v), Weber-Marelli (100 16v i 1.6 16v) oraz Hitachi (1.8 16v).
W 1999 roku wprowadzono zmiany w silniku 2.0 20v. Zmniejszono objętość komory spalania, co pozwoliło zwiększyć stopień sprężania silnika. Zoptymalizowano elementy elektronicznego systemu sterowania wtryskiem i zapłonem.
W 2001 roku pojawiły się silniki 80 16v i 100 16v, w których zastosowano system kontroli emisji zanieczyszczeń EOBD. Silnik 100 16v o pojemności 1596 cm³ był modernizacją silnika o pojemności 1581 cm³. Zmieniono w nim zespół tłokowo-korbowy, stosując wydłużone korbowody i zmniejszone średnice tłoków, uzyskując nieco większy stopień sprężania.
Początkowo wszystkie odmiany miały skrzynie manualne pięciobiegowe, później pojawił się też czterobiegowy automat.

##### Wysokoprężne
Silniki o zapłonie samoczynnym były jednostkami czterocylindrowymi, o cylindrach ustawionych rzędowo, poprzecznie do osi samochodu. Na każdy cylinder przypadały dwa zawory (dolotowy i wylotowy). Na początku produkcji, do połowy 1996 roku oferowano jedynie, pochodzący z modeli Tipo/Tempra, wolnossący silnik o pojemności 1929 cm³ (65 KM). W 1996 roku zaoferowano nowe silniki o pojemności 1910 cm³ oraz mocy 75 i 100 KM. Oba silniki z wtryskiem pośrednim były wyposażone w turbosprężarkę, a mocniejszy dodatkowo w intercooler i elektronicznie sterowaną pompę wtryskową. Silnik wolnossący wycofano z oferty. 
W 1999 roku wprowadzono do modelu diesel o pojemności 1910 cm³ JTD. Wyposażony był on w bezpośredni wtrysk paliwa common rail, wyróżniał się cichą pracą, bardzo niskim zużyciem paliwa oraz dobrymi osiągami.
We wszystkich samochodach, niezależnie od mocy i pojemności silnika, stosowano pięciobiegowe skrzynie przekładniowe.

### Modyfikacje (facelifting)
W 1999 Fiat wprowadził w modelu Bravo kilka zmian (facelifting), po których nieznacznie zmienił się wlot powietrza oraz wystrój wnętrza. Zmieniono także gamę silników. Silnik 1.4 został zastąpiony przez 16-zaworowy silnik o pojemności 1.2, natomiast mocniejszy silnik Diesla zastąpił nowoczesny, turbodoładowany silnik z bezpośrednim wtryskiem paliwa, należący do rodziny JTD. Pięciocylindrowy silnik o pojemności 2,0 l został także zmodernizowany, dzięki czemu wzrosła moc i poprawiono przebieg momentu obrotowego.

### Wersje wyposażenia
Bravo było dostępne w następujących wariantach wyposażenia:
| S                                         | 1.4 i 1.9 D/TD Podstawowa wersja wyposażenia. Zawierała standardowo m.in. fotel kierowcy z regulacją wysokości, kolumnę kierownicy z regulowaną wysokością położenia, szyby atermiczne, mechanizm otwierania bagażnika z miejsca kierowcy, radio z odtwarzaczem magnetofonowym, zabezpieczenie przeciwpożarowe FPS, przednie pasy bezpieczeństwa z napinaczem i regulacją wysokości, elektroniczną blokadę uruchomienia silnika                                                                             |
| SX                                        | 1.2, 1.4, 1.6, 1.8, 1.9 D/TD/JTD Zawierała standardowo to samo co wersja wyposażenia S, a także m.in. wspomaganie układu kierowniczego, zderzaki w kolorze nadwozia, elektrycznie sterowane szyby przednie |
| GT (Gran Turismo)                         | początkowo tylko 1.8 i 1.9 JTD, później też 1.6 Zawierała standardowo to samo co wersja wyposażenia SX, a także m.in. kierownicę i fotele w wersji sportowej, siedzenia tylne dzielone z trzema zagłówkami, elektrycznie sterowane i podgrzewane lusterka w kolorze nadwozia, podgrzewane reflektory przeciwmgłowe, 14-calowe koła ze stopu aluminium, spojler tylny w kolorze nadwozia, tylne lampy dymione, kierownica obciągnięta skórą, dźwignia zmiany biegów obciągnięta skórą i jej skórzany mieszek |
| HGT (High Gran Turismo)                   | tylko 2.0 Zawierała standardowo to samo co wersja wyposażenia GT, a także m.in. układ ABS, poduszkę powietrzną po stronie kierowcy, kierownicę i gałkę zmiany biegów obciągnięte skórą, 15-calowe koła ze stopu aluminium, poszerzone błotniki, specjalne zderzaki i osłony boczne |
| Dodatkowo funkcjonowały wersje specjalne: | |
| Steel                                     | 1.2 80 (82 KM), 1.6 100 (103 KM), 1.9 105 JTD (105 KM) Steel bazowała na wersji SX po faceliftingu. Zawierała m.in. półautomatyczną klimatyzację, poduszkę powietrzną po stronie kierowcy, kierownicę i gałkę zmiany biegów obciągnięte skórą, białe wskaźniki prędkości itd. z czerwonymi wskazówkami, tapicerkę w kolorze czarno-niebieskim, podgrzewane elektryczne lusterka w kolorze nadwozia, naklejki z napisem Steel na bocznych słupkach                                                           |
| Trofeo                                    | 1.2 80 (82 KM) Trofeo bazowała na wersji SX po faceliftingu. Skierowana była do młodych odbiorców, poszukujących samochodu ze sportowym zacięciem ale i umiarkowaną ceną. Zawierała m.in. układ ABS, poduszkę powietrzną kierowcy, tapicerkę w kolorze czarno-niebieskim, kierownicę i gałkę zmiany biegów obciągnięte skórą, białe wskaźniki prędkości itp. z czerwonymi wskazówkami, felgi aluminiowe 15" w kolorze grafitowym (z oponami 185/55), spoiler                                                |
| Suite                                     | 1.6 (103 KM), 1.8 (113 KM) i 1.9 JTD (105 KM) Najbardziej komfortowa wersja wyposażenia. Zawierała standardowo m.in. układ ABS, półautomatyczną klimatyzację, podgrzewane fotele, skórzaną tapicerkę (w kolorze kremowym, brązowym, granatowym lub czarnym), kierownicę i gałkę zmiany biegów obciągnięte skórą, podłokietnik, 4 poduszki powietrzne, białe wskaźniki prędkości itd. z czerwonymi wskazówkami, radio z CD, podgrzewane elektryczne lusterka, spryskiwacze reflektorów, felgi aluminiowe 15" |

Poza standardowym dostępne było także wyposażenie dodatkowe, m.in. radioodtwarzacz wysokiej klasy z CD i sześcioma głośnikami, podgrzewane fotele, skórzana tapicerka, kierownica i gałka zmiany biegów obciągnięte skórą, poduszki powietrzne przednie (po stronie kierowcy i pasażera) i przednie boczne, dach otwierany elektrycznie, klimatyzacja z filtrem przeciwpyłowym, układ ABS, koła ze stopu aluminium, przednie światła przeciwmgłowe, spryskiwacze reflektorów oraz lakier metalizowany.

### Dane techniczne

#### Silniki benzynowe
| Wersja            | Pojemność skokowa | Układ i liczba cylindrów | Układ rozrządu /liczba zaworów | Moc maksymalna [KM] ([kW]) /obr./min | Maks. moment obrotowy [N•m] /przy obr./min | 0‑100 km/h | Prędkość maks. km/h | Średnie zużycie paliwa (l/100 km) |
| ----------------- | ----------------- | ------------------------ | ------------------------------ | ------------------------------------ | ------------------------------------------ | ---------- | ------------------- | --------------------------------- |
| 1,2 80 16v        | 1242 cm³          | R4                       | DOHC/16                        | 80 KM (59) /5500                     | 113 N•m /4250                              | 12,5 s     | 170                 | 6,8                               |
| 1,2 80 16v        | 1242 cm³          | R4                       | DOHC/16                        | 82 KM (60) /5500                     | 113 N•m /4250                              | 12,5 s     | 173                 | 6,8                               |
| 1,4 12v           | 1370 cm³          | R4                       | SOHC/12                        | 75 KM (55) /6000                     | 112 N•m /2750                              | 13,9 s     | 168                 | 7,9                               |
| 1,4 12v           | 1370 cm³          | R4                       | SOHC/12                        | 80 KM (59) /6000                     | 112 N•m /2750                              | 13,8 s     | 170                 | 7,9                               |
| 1,6 16v           | 1581 cm³          | R4                       | DOHC/16                        | 90 KM (67) /6000                     | 140 N•m /4000                              | 12 s       | 180                 | 7,4                               |
| 1,6 16v           | 1581 cm³          | R4                       | DOHC/16                        | 103 KM (76) /5750                    | 144 N•m /4000                              | 11 s       | 184                 | 7,4                               |
| 1,6 16v automat   | 1581 cm³          | R4                       | DOHC/16                        | 103 KM (76) /5750                    | 144 N•m /4000                              | 12 s       | 184                 | 7,5                               |
| 1,6 100 16v       | 1596 cm³          | R4                       | DOHC/16                        | 103 KM (76) /5750                    | 144 N•m /4000                              | 11 s       | 184                 | 7,5                               |
| 1,8 16v           | 1747 cm³          | R4                       | DOHC/16                        | 113 KM (83) /5800                    | 154 N•m /4400                              | 10 s       | 193                 | 8,3                               |
| 1,8 115 16v       | 1747 cm³          | R4                       | DOHC/16                        | 113 KM (83) /5800                    | 154 N•m /4400                              | 10 s       | 193                 | 8,3                               |
| 2,0 20v           | 1998 cm³          | R5                       | DOHC/20                        | 147 KM (108) /6100                   | 186 N•m /4500                              | 8,5 s      | 210                 | 9,6                               |
| 2,0 155 20v (Vis) | 1998 cm³          | R5                       | DOHC/20                        | 155 KM (113) /6500                   | 186 N•m /3750                              | 8 s        | 213                 | 9,4                               |

#### Silniki wysokoprężne
| Wersja                     | Pojemność skokowa | Układ i liczba cylindrów | Układ rozrządu /liczba zaworów | Moc maksymalna [KM] ([kW]) /obr./min | Maks. moment obrotowy [N•m] /przy obr./min | 0‑100 km/h | Prędkość maks. km/h | Średnie zużycie paliwa (l/100 km) |
| -------------------------- | ----------------- | ------------------------ | ------------------------------ | ------------------------------------ | ------------------------------------------ | ---------- | ------------------- | --------------------------------- |
| 1,9 8v D                   | 1929 cm³          | R4                       | SOHC/8                         | 65 KM (48) /4600                     | 119 N•m /2000                              | 17,3 s     | 155                 | 6,1                               |
| 1,9 8v TD                  | 1910 cm³          | R4                       | SOHC/8                         | 75 KM (55) /4200                     | 147 N•m /1800                              | 15,1 s     | 165                 | 6,3                               |
| 1,9 8v TD                  | 1910 cm³          | R4                       | SOHC/8                         | 101 KM (74) /4200                    | 200 N•m /2250                              | 10,8 s     | 182                 | 6,5                               |
| 1,9 100 8v JTD common rail | 1910 cm³          | R4                       | SOHC/8                         | 100 KM (74) /4000                    | 200 N•m /1500                              | 10,8 s     | 184                 | 5,4                               |
| 1,9 105 8v JTD common rail | 1910 cm³          | R4                       | SOHC/8                         | 105 KM (77) /4000                    | 200 N•m /1500                              | 10,4 s     | 187                 | 5,4                               |

## Druga generacja

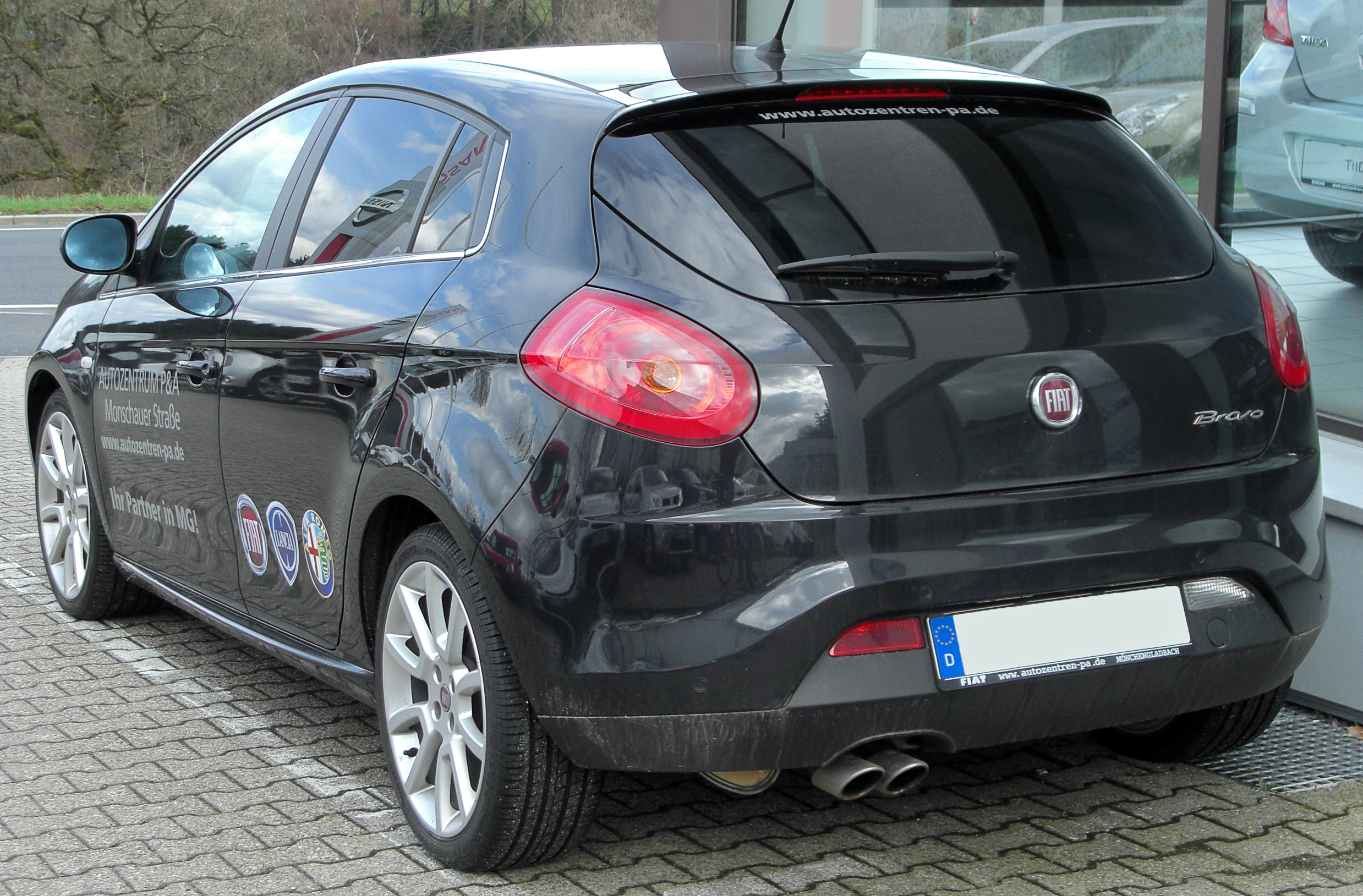
Fiat Bravo – tył

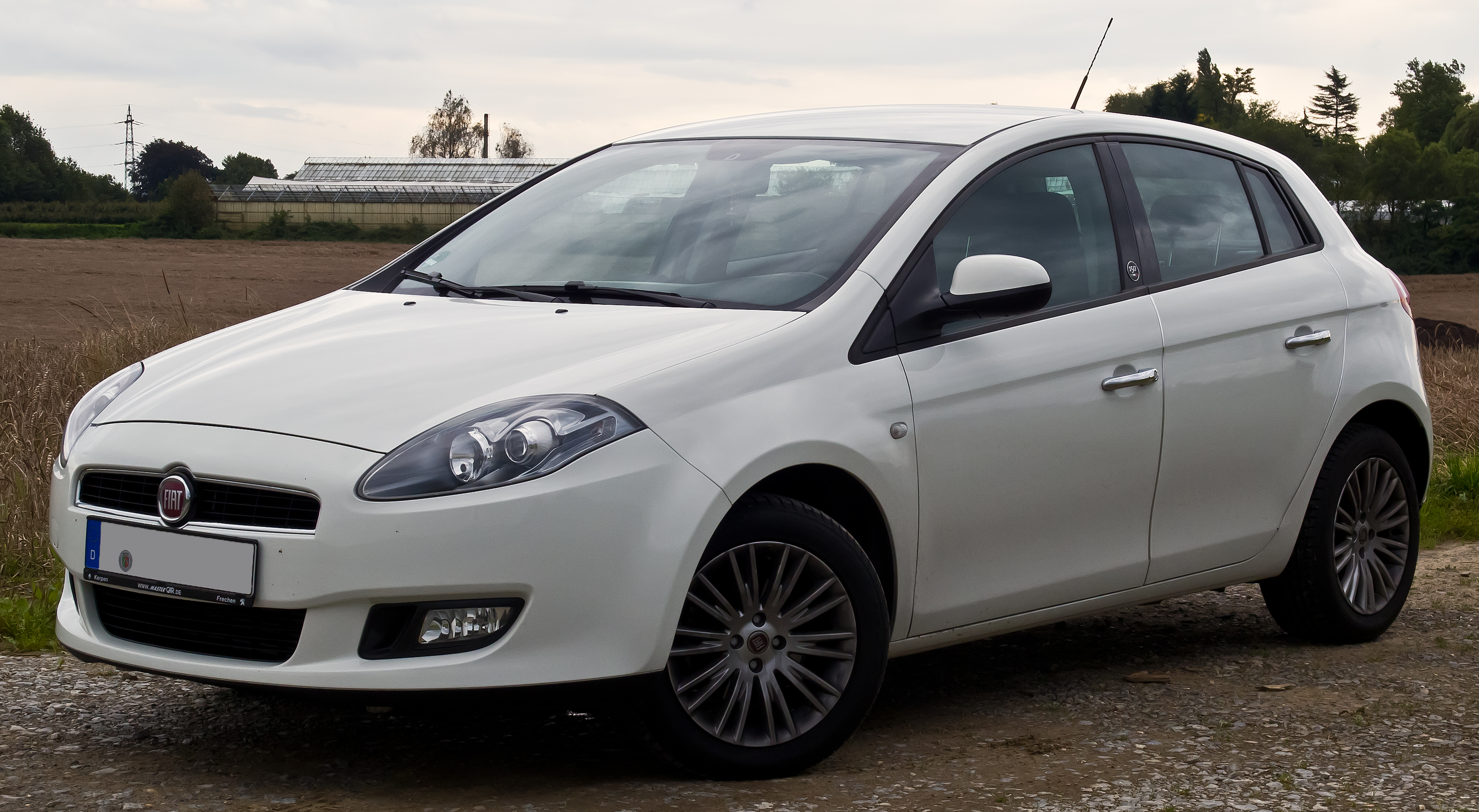
Fiat Bravo po liftingu

Fiat Bravo został zaprezentowany po raz pierwszy 29 stycznia 2007 roku w Rzymie.
Pojazd był następcą modelu Stilo, który to z kolei zastąpił Bravo/Bravę pierwszej serii, a następnie w marcu 2007 podczas 77. Salonu Samochodowego w Genewie. W Polsce pojawił się w salonach 21 kwietnia 2007 roku. W Australii oferowany pod nazwą Ritmo (prawa do nazwy Bravo na Antypodach posiada producent samochodów Mazda).

### Miejsce produkcji
Pojazd produkowano od 2007 do 2014 roku we Włoszech, w fabryce Stabilimento Fiat di Cassino w Piedimonte San Germano (niedaleko Cassino) w prowincji Frosinone. W momencie uruchomienia produkcji, w wyżej wymienionym zakładzie były wytwarzane również i inne modele, Croma i Stilo Multiwagon. Później produkowano tam także bazującą na podzespołach Bravo (głównie płycie podłogowej) Lancię Delta. Zdolność produkcyjna zakładu wynosiła ok. 250 tys. samochodów rocznie.
W listopadzie 2010 roku produkcję Fiata Bravo uruchomiono także w zakładzie firmy Fiat Automóveis w Betim w Brazylii (zastąpił on produkowany tam model Fiat Stilo). Pojazd skierowany jest do bardziej wymagającej klienteli, Fiat Automóveis liczył na to, że modelowi uda się odnieść sukces w segmencie, w którym zawiodła Linea. Samochód dostępny był początkowo z dwoma silnikami benzynowymi, 1.8 16V E.torQ (132 KM, 134 na etanolu) i 1.4 T-Jet (154 KM) zblokowany z 6-biegową skrzynią biegów. Oferowane były trzy warianty Bravo: Essence, Absolute i T-Jet, wszystkie bogato wyposażone. W wersji z silnikiem T-Jet występowała funkcja overbooster, po jej aktywowaniu moment obrotowy wzrasta z 207 do 225 Nm.

### Historia powstania auta

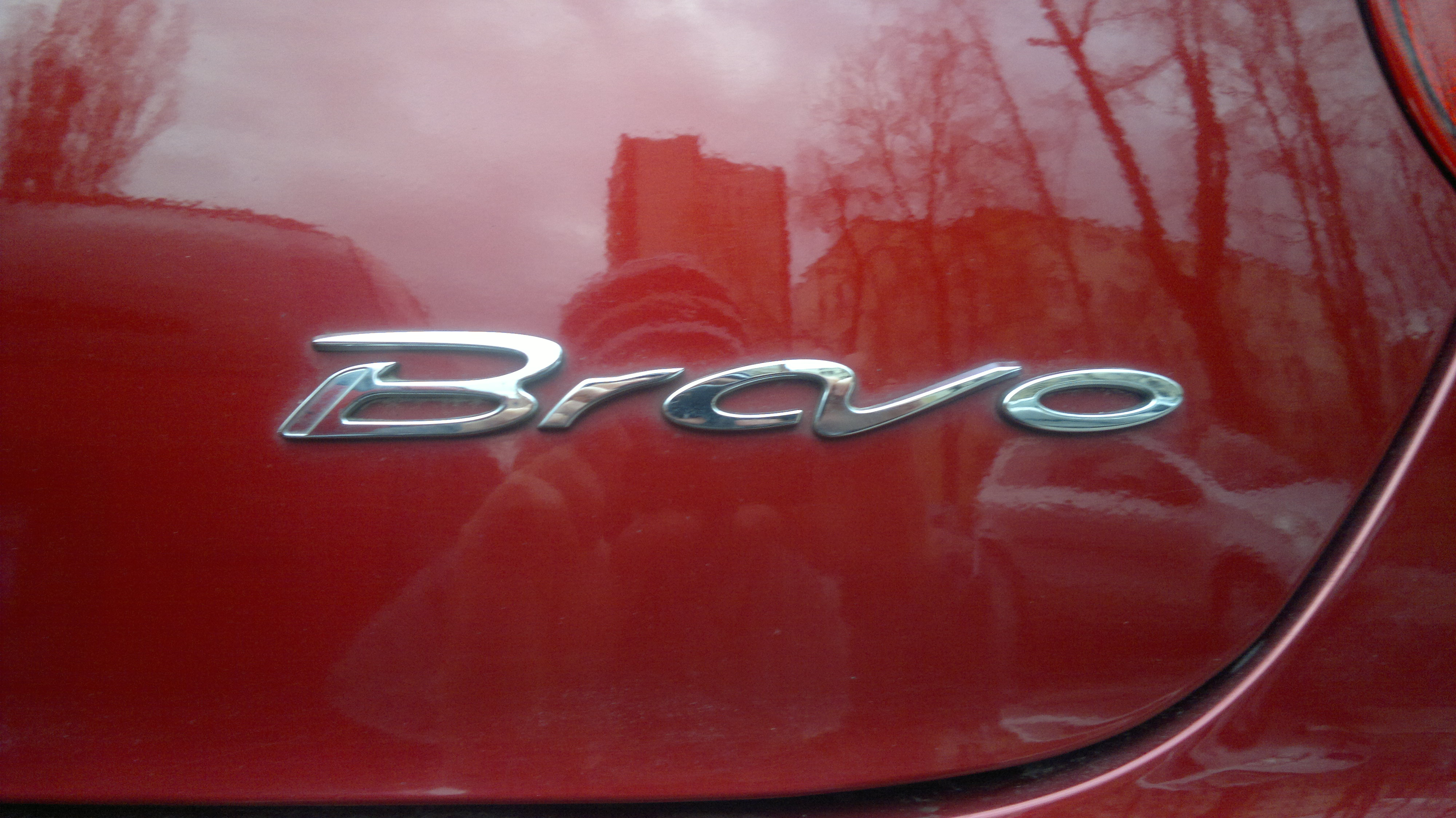
Logotyp Bravo

Zaprojektowanie i wdrożenie do produkcji Bravo kosztowało koncern z Turynu ok. 350 mln euro, czyli ponad dwukrotnie mniej, niż było to w przypadku jego poprzednika – Stilo (ok. 850 mln euro). Wynikało to z decyzji dyrekcji Fiata, aby nowy samochód wyposażyć tylko w takie elementy, za które użytkownik będzie gotów zapłacić. To właśnie zbyt duża liczba elementów wyposażenia oraz wdrożenie wielu, ale podnoszących koszt produkcji nowatorskich rozwiązań technicznych, omal nie doprowadziło do bankructwa włoskiego koncernu. Cena Stilo okazała się za wysoka dla tego segmentu samochodów, przez co model sprzedawał się słabo.
Kolejne oszczędności uzyskano poprzez ograniczenie oferty jedynie do wersji pięciodrzwiowej (Stilo produkowano w wersji pięciodrzwiowej, trzydrzwiowej i kombi), a także dzięki wykorzystaniu platformy oraz wielu komponentów z poprzednika Bravo. Wszystko to sprawiło, że nowy model opracowany został w rekordowo krótkim czasie – 1,5 roku, o osiem miesięcy krócej niż jego poprzednik. Było to możliwe także dlatego, że zastosowano zaawansowane programy komputerowe, które pozwoliły nawet na sprawdzenie zachowania się pojazdu w ruchu. Potwierdził to Marek Handzlik (szef Centrum Sprzedaży Fiat Auto Poland w Bielsku-Białej), zdradzając kulisy projektowania modelu:

Praktycznie powstał on w ciągu 18 miesięcy. Po raz pierwszy właściwie wszystkie parametry i rozwiązania konstrukcyjne zostały opracowane i "przetestowane" wirtualnie, na ekranach komputerów projektantów.

Nie zwolniło to producenta od przeprowadzenia badań pojazdów w postaci fizycznej (naturalnej). Wykonano je jednak dopiero w końcowej fazie projektu, dopracowując szczegóły.
Przód auta został zainspirowany stylistyką Maserati i Grande Punto, a tył pierwszego Fiata Bravo – pierścieniowe światła. Za projekt samochodu odpowiadała firma Italdesign Giugiaro oraz biuro Fiat Style Centre. Przy pracy nad projektem samochodu brali udział m.in.: Giorgetto Giugiaro, Gianfranco Romeo, Frank Stephenson, Alberto Delillo oraz Emanuele Bomboi.

### Charakterystyka pojazdu

#### Nadwozie
Bravo było oferowane wyłącznie w wersji z pięciodrzwiowym nadwoziem typu hatchback, zamiast jak w pierwszej generacji – trzydrzwiowym. Nadwozie było jednym z najdłuższych w swojej klasie, mierzyło 4,34 m przy rozstawie osi ponad 2,5 m. Szerokość sięgała 1,79 m, a wysokość prawie 1,50 m.
Charakterystyczne elementy nadwozia to łagodne i obłe kształty, długa, lekko wybrzuszona pokrywa silnika, mocno pochylona przednia szyba, wąska osłona chłodnicy, na której centralnie umieszczono nowe logo Fiata (po raz pierwszy użyte w tym modelu), zaprojektowane przez firmę Robilant Associati, we współpracy z Centro Stile Fiat) i przednie reflektory o wydłużonym kształcie (na podobieństwo tych w Maserati), które zachodziły na maskę oraz nieco do tyłu, podkreślając wydatne błotniki. Okrągłości dominowały też z tyłu auta, gdzie zastosowano pierścieniowe lampy, podobne do tych jakie miało Bravo pierwszej generacji. Wzrok przyciągał też wysoko uniesiony zderzak – z "podwiniętą" centralną częścią, jak w autach sportowych. Z boku samochód cechował się smukłą sylwetką (o korzystnym kształcie pod względem aerodynamicznym, współczynnik oporu powietrza Cx – 0,30), przypominającą coupé. Linia okien zwężałała się i wznosiła ku tyłowi, pod opadającym dachem. Dynamikę linii podkreślało charakterystyczne wcięcie, biegnące nad klamkami.
Nadwozie prawidłowo zabezpieczono przed szkodliwym działaniem warunków atmosferycznych. Do jego budowy zastosowano blachy ocynkowane dwustronnie. Tak zabezpieczone komponenty stanowiły 90% masy nadwozia, a dolne elementy samonośnego nadwozia w 100% wykonano z blach ocynkowanych. Miejsca mające bezpośredni wpływ na bezpieczeństwo konstrukcji nadwozia, np. mocowania zawieszeń i pasów bezpieczeństwa, wykonano z blachy o dużej grubości powłoki cynkowej – do 20 mikronów.
Pojazd dostępny był w siedemnastu wersjach kolorystycznych nadwozia, jedenaście z nich to lakiery metalizowane.
| Kolor nadwozia           | Kod | Kolor nadwozia              | Kod |
| ------------------------ | --- | --------------------------- | --- |
| Biały Glory              | 296 | Niebieski Symphony metalik  | 890 |
| Perłowy Ballad metalik   | 279 | Niebieski Cool Jazz metalik | 487 |
| Szary Alternative        | 620 | Niebieski Maserati metalik  | 899 |
| Szary Techno metalik     | 284 | Czerwony Tango              | 187 |
| Szary Epic metalik       | 865 | Czerwony Superbo            | 289 |
| Szary Melodic metalik    | 617 | Czerwony Maranello metalik  | 106 |
| Szary Distinto metalik   | 318 | Czarny Crossover            | 891 |
| Beżowy Spiritual metalik | 272 | Czarny Intrepido            | 805 |
| Błękitny Minuet metalik  | 336 |                             |     |

#### Wnętrze
Kokpit Bravo drugiej generacji cechował się dobrym rozmieszczeniem poszczególnych elementów. Dźwignie zmiany biegów oraz hamulca ręcznego znajdowały się w tradycyjnych miejscach, podobnie jak zwrócone w stronę kierowcy zegary. Spory prędkościomierz i obrotomierz zatopiono głęboko w okrągłe tuleje. Trójramienna kierownica (z regulacją ustawienia w dwóch płaszczyznach), w zależności od wersji, mogła być obszyta skórą i wyposażona w układ sterowania radiem i telefonicznym zestawem głośnomówiącym. Tablicę przyrządów pokrywało ryflowane tworzywo o wyglądzie przypominającym laminat z włókien węglowych. Podświetlenie zegarów, radia i wyświetlacza utrzymano w czerwono-pomarańczowym kolorze. Silnik uruchamiany był tradycyjnym, choć ergonomicznym (składany sztyfcik) kluczykiem.
W centralnej części deski rozdzielczej umiejscowiono ekrany – większy, obsługujący system muzyczny czy nawigację, znajdował się na wysokości kierownicy, mniejszy, poniżej, należał do klimatyzacji. W wyposażeniu znaleźć można było również m.in. dwustrefową klimatyzację.
Opcjonalnie był także dostępny system Blue&Me Nav, którym sterowało się za pomocą większego z ekranów lub też głosem (rozpoznawanie mowy także po polsku). To system kontroli niektórych funkcji samochodu, powstały we współpracy z firmą Microsoft – połączenie m.in. telefonu, nawigacji, odtwarzacza CD, MP3 (jest wejście USB). System umożliwiał, po skojarzeniu z telefonem poprzez Bluetooth, wybieranie głosowe liczb (numeru telefonu), pozycji z książki telefonicznej – po skopiowaniu jej do pamięci urządzenia, czy odczytywanie treści nadchodzących wiadomości SMS.
Bravo charakteryzowało się jednym z największych bagażników w segmencie – 400 dm³, a po złożeniu tylnej kanapy (dzielonej na dwie części w proporcji 60:40) – 1175 dm³. Wadą był wysoki – na około 20 cm – próg bagażnika, utrudniający wyjmowanie przewożonych przedmiotów. Pod podłogą bagażnika znalazło się miejsce na koło zapasowe.

#### Zawieszenie
| przód | kolumny MacPhersona, sprężyny eliptyczne, amortyzatory teleskopowe o podwójnym działaniu, drążek stabilizatora |
| tył   | poprzeczna belka skrętna, wahacze wzdłużne, amortyzatory teleskopowe, sprężyny śrubowe, drążek stabilizatora   |

W przeciwieństwie do wielu konkurentów europejskich, którzy stosowali tylne zawieszenie wielowahaczowe, Fiat w Bravo kontynuował stosowanie konstrukcji znanej z poprzedniego modelu Stilo – z tyłu pracowała prosta i tania w obsłudze belka skrętna. Dodatkowo, amortyzatory były zamocowane niezależnie od sprężyn, co obniżało koszty ich ewentualnej wymiany. 
Z przodu wykorzystano kolumny MacPhersona z wahaczami trójkątnymi, w których można było wymieniać sworznie (w niektórych innych modelach Fiata ta operacja jest niemożliwa).

#### Układ hamulcowy
| hamulce przednie  | tarczowe średnica tarczy: 257 mm (w wersji 1,4 90 KM), 284 mm (w wersji 1,4 120 KM, 1,6 105 i 120 KM, 1,9 120 KM), 281 mm (w wersji 1,4 140 i 150 KM, 1,9 150 KM i 2,0 165 KM) |
| hamulce tylne     | tarczowe (średnica tarczy: 251 mm) |
| hamulec postojowy | sterowany mechanicznie za pośrednictwem linki, działający na koła osi tylnej                                                                                                   |

Samochód wyposażono w przednie i tylne hamulce tarczowe (przednie samowentylowane). Dwuobwodowy układ hydrauliczny uruchamiał hamulce diagonalnie. Wyposażeniem wspomagającym układ hamulcowy był system zapobiegający zablokowaniu kół – ABS, z elektronicznym rozdziałem siły hamowania pomiędzy koła przednie i tylne – EBD oraz ESP, system stabilizujący tor jazdy. Ponadto ESP zawierał dodatkowe systemy: ASR, MSR, przeciwdziałający poślizgowi kół napędowych w czasie hamowania silnikiem i HBA, urządzenie hydrauliczno-elektroniczne, zwiększające ciśnienie w układzie hamulcowym, działające podczas hamowania awaryjnego.
Hamulec postojowy, sterowany mechanicznie dźwignią ręczną za pośrednictwem linki, działał na koła osi tylnej.
Testy przeprowadzone przez redakcję czasopisma Motor w 2011 roku wykazały, że Fiat Bravo – w wersji 1,4 T-Jet 120 KM – odnotował drogę hamowania (ze 100 km/h) 38,5 m (przy zimnych tarczach hamulcowych) i 39,4 m (przy ciepłych tarczach). W podobnym teście, przeprowadzonym przez redakcję czasopisma Auto Świat, samochód w wersji 1,9 MultiJet 150 KM odnotował drogę hamowania (ze 100 km/h) 37,8 m (przy zimnych tarczach hamulcowych) i 38,3 m (przy ciepłych tarczach).

#### Silniki

##### Benzynowe
Nabywcy mieli do wyboru trzy motory benzynowe w czterech wariantach mocy: 1.4 (90 KM), 1.4 T-Jet (120 i 150 KM) i 1.4 MultiAir Turbo (140 KM). Wszystkie miały pojemność skokową 1368 cm³. Podstawową jednostką w gamie był ekonomiczny silnik 1.4 16v o mocy 90 KM. Jego zaletą była trwałość i dobra współpraca z instalacją LPG. W 2010 roku została włączona do oferty wersja 1,4 MultiAir 16v o mocy 140 KM (w miejsce 1,4 T-Jet 150 KM). Był to jeden z najlepszych na świecie silników benzynowych pod względem ograniczenia emisji CO2 (132 g/km w cyklu mieszanym), będący oprócz tego jednym z najlepszych w klasie jeśli chodzi o zużycie paliwa i wartości momentu obrotowego (230 Nm/1750 obr./min).
W motorach benzynowych właściwie nie odnotowano większych usterek, jedynym ich mankamentem było podwyższone zapotrzebowanie na olej silnikowy.
Silniki benzynowe mogły współpracować z 6-biegową skrzynią ręczną i z 6-stopniową przekładnią zautomatyzowaną Dualogic (w modelu 1,4 120 KM).

##### LPG
W 2009 roku Fiat wprowadził do oferty samochody 1.4 16v 90 KM, zasilane podwójnym rodzajem paliwa: benzyną i gazem płynnym LPG. Butle z gazem, o pojemności 41 l, zostały umieszczone w bagażniku, w miejscu pierwotnie przeznaczonym na koło zapasowe. Samochody z tym silnikiem mogły rozwijać prędkość maksymalną do 179 km/h i były dostępne w wersji wyposażenia Active i Dynamic (od 2010 także Emotion). Partnerem technologicznym Fiata przy opracowywaniu tej wersji była firma Landi Renzo, dostarczająca elementy instalacji LPG.

##### Wysokoprężne
W ofercie Fiata było też kilka diesli z rodziny MultiJet: 1.6 (105 i 120 KM), 1.9 (120 i 150 KM) oraz 2.0 (165 KM). Zastosowano w nich bezpośredni wtrysk paliwa systemu common rail w najnowszej wersji (zwiększona możliwa liczba etapów dozowania paliwa, zmienna w zależności od obciążenia silnika, obrotów itp.)  
Zalety jednostek napędowych montowanych w tym modelu to niskie zużycie paliwa i dobra dynamika. Topowa wersja 2.0 16v 165 KM, włączona do oferty we wrześniu 2008 roku, przyśpieszała od zera do 100 km/h w niewiele ponad 8 s.
W Fiacie Bravo z jednostkami wysokoprężnymi sporadycznie pojawiały się jedynie problemy z zaworem EGR i pocącą się turbosprężarką. W najmocniejszej odmianie 2.0 zdarzały się też kłopoty z oprogramowaniem silnika.
Silniki o zapłonie samoczynnym mogły współpracować z 5-biegową (w modelu 1,9 120 KM) lub 6-biegową skrzynią ręczną albo z 6-stopniową przekładnią zautomatyzowaną Dualogic (w modelu 1,6 120 KM).

### Bezpieczeństwo

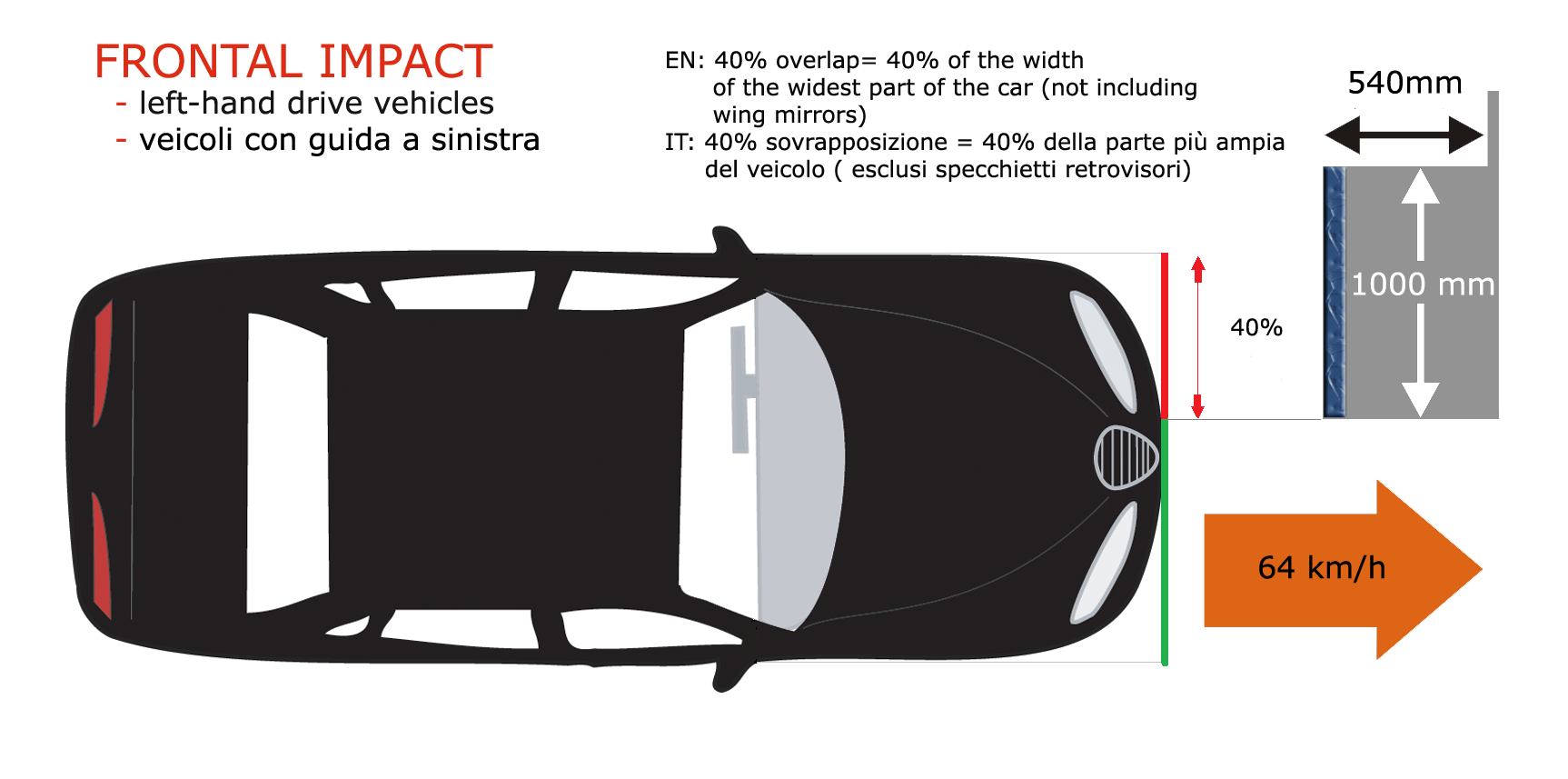
Zderzenie czołowe

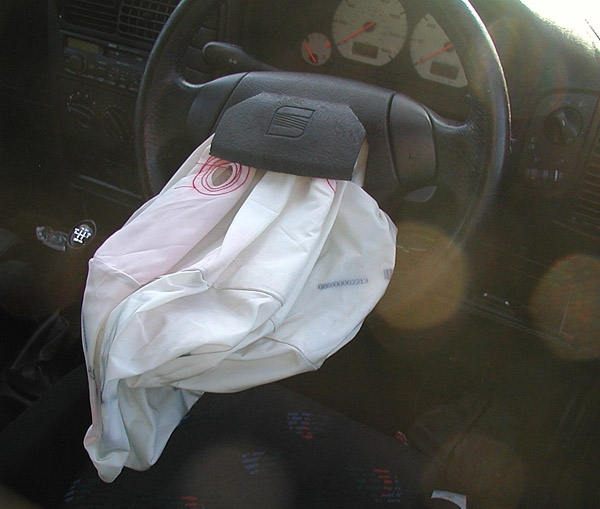
Poduszka powietrzna po zderzeniu

Fiat Bravo uzyskał maksymalną liczbę pięciu gwiazdek w teście zderzeniowym (w kategorii bezpieczeństwa kierowcy i pasażera), przeprowadzonym przez organizację ds. oceny bezpieczeństwa Euro NCAP. Aby osiągnąć taki wynik wykonano 150 symulacji zderzeń z uwzględnieniem różnych sytuacji drogowych, ok. 100 testów na elementach i podzespołach oraz 60 prób zderzeniowych pojazdu, tzw. crash-testów. Przetestowano wszelkie możliwe rodzaje potencjalnych wypadków: zderzenia czołowe, uderzenia z boku, dachowanie, uderzenia w tył i pożar. Zostały wzięte pod uwagę zderzenia przy różnej prędkości, różne rodzaje przeszkód, oraz ochrona osób siedzących w aucie o różnej budowie fizycznej.
W celu poprawy bezpieczeństwa projektanci Fiata zmodernizowali płytę podłogową z modelu Stilo, tak, aby w większym stopniu niż dotychczas pochłaniała energię powstałą w wyniku zderzenia. Tym samym lepiej chroniła jadących przed skutkami wypadku. Zastosowano też wiele urządzeń mających za zadanie chronić kierowcę i pasażerów (w wyposażeniu seryjnym lub na zamówienie, w zależności od wersji samochodu), m.in. 2 poduszki powietrzne przednie (poduszka kierowcy z dwustopniowym systemem Smart Dual Stage, napełniająca się w stopniu zależnym od energii zderzenia), 2 poduszki powietrzne przednie boczne, poduszkę zabezpieczającą kolana kierowcy, kurtynę powietrzną (dodatkowa poduszka powietrzna wystrzeliwana z krawędzi dachu samochodu), trzypunktowe pasy bezpieczeństwa z napinaczami, ograniczonym napięciem i czujnikami zapięcia (z regulacją wysokości przednich pasów), pięć zagłówków (w tym aktywne zagłówki przednie z systemem anti-whiplash), instalację przeciwpożarową FPS. Wkład w bezpieczeństwo pasywne miały też inne elementy, takie jak fotele czy kolumna kierownicy, zaprojektowane pod kątem ich zachowania w razie ewentualnego wypadku.
Ponadto samochód zapewniał korygowanie niewielkich błędów kierowcy i ułatwiał wyjście z trudnych sytuacji. Konstruktorzy, poza wydajnym układem hamulcowym, zainstalowali urządzenia elektroniczne, służące kontroli dynamiki samochodu: ABS z elektroniczną korekcją siły hamowania EBD oraz ESP, system stabilizujący tor jazdy, interweniujący w sytuacjach ekstremalnych, kiedy zagrożona jest stabilność samochodu. Ponadto ESP proponowany w Fiacie Bravo zawierał dodatkowe systemy ASR, ograniczający zjawisko poślizgu kół napędzających podczas przyspieszania (objawiającego się ich buksowaniem) oraz w przypadku zmniejszonej przyczepności podłoża; MSR, przeciwdziałający poślizgowi kół napędowych w czasie hamowania silnikiem (w przypadku gwałtownej zmiany biegu podczas redukcji), zwiększając prędkość obrotową silnika i zapobiegając zbytniemu obciążeniu kół napędzających; HBA, urządzenie hydrauliczno-elektroniczne, działające podczas hamowania awaryjnego. Bezpieczeństwo poprawiał również system Hill-Holder, pomagający ruszać na wzniesieniach oraz przednie światła przeciwmgłowe, służące do oświetlenia drogi w warunkach niedostatecznej przejrzystości powietrza, głównie podczas mgły.

### Modyfikacje (facelifting)
Na początku 2010 roku Fiat wprowadził w modelu Bravo kilka zmian, mających na celu odświeżenie. Zmieniono design dwuczęściowego grilla (osłona chłodnicy zyskała kolor czarny lub metalizowany, ramę osłony pomalowano na kolor metalizowany we wszystkich wersjach, z wyjątkiem wersji Emotion, w której była chromowana), klosze reflektorów otrzymały nowy przyciemniony kolor, pomalowano także osłony lusterek i klamki na kolor nadwozia (oprócz wersji Fresh).
W marcu 2012 roku podczas 82. Salonu Samochodowego w Genewie zaprezentowano nową wersję Fiata Bravo o nazwie Street. Zmiany nie były duże, ale widoczne. Szczególnie w oczy rzucał się nowy krój felg w kolorze czarnym i srebrnym. Spod ich ramion widać czerwone zaciski hamulców. Podobnie jak felgi, czarny lakier zyskał dach, obudowy lusterek, atrapa chłodnicy oraz obudowy świateł przeciwmgielnych. Wersję Street wyposażono w system audio z ośmioma głośnikami i subwooferem.
Pod koniec 2014 roku, podczas targów motoryzacyjnych w São Paulo, Fiat zaprezentował Bravo po kolejnym face liftingu. Zmieniła się przede wszystkim przednia część pojazdu. Modyfikacjom poddano wlot powietrza, zderzak i przednie reflektory. Niewielkim zmianom poddano także tylną część nadwozia oraz wnętrze pojazdu, które otrzymało nowy system multimedialny z ekranem dotykowym. Bogatsze odmiany otrzymały także nawigację GPS oraz kamerę cofania. Do napędu zmodyfikowanego Fiata Bravo oferowane są dwie jednostki napędowe do wyboru – czterocylindrowe benzynowe 1.8 16V i 1.4 T-Jet. Pierwszy może być dostępny z robotyzowaną pięciostopniową przekładnią Dualogic Plus, a T-Jet z sześciostopniową przekładnią C635, znaną z Alfa Romeo Giulietta. Nowe wersje samochodu produkowane będą w Brazylii i dedykowane na rynki Ameryki Południowej.

### Wersje wyposażenia
Przez prawie cały czas produkcji były dostępne następujące wersje wyposażenia:
| Fresh                                                          | 1.4 (90 KM), 1.6 (Multijet 105 KM) Podstawowa wersja wyposażenia. Zawierała standardowo m.in. 2 poduszki powietrzne, centralny zamek sterowany pilotem, elektrycznie regulowane i podgrzewane lusterka, komputer pokładowy My Car, panel deski rozdzielczej z wykończeniem przypominającym matowy metal |
| Active                                                         | 1.4 (90 KM, T-Jet 120 KM), 1.6 (Multijet 105, 120 KM), 1.9 (Multijet 120 KM) Zawierała standardowo m.in. 2 poduszki powietrzne, centralny zamek sterowany pilotem, elektrycznie regulowane i podgrzewane lusterka, komputer pokładowy My Car, panel deski rozdzielczej z wykończeniem przypominającym matowy metal |
| Dynamic                                                        | 1.4 (90 KM, T-Jet 120, 150 KM, T-Jet Dualogic 120 KM, MultiAir 140 KM [od 2010 roku]), 1.6 (Multijet 105, 120 KM, Multijet Dualogic 120 KM), 1.9 (Multijet 120, 150 KM) Zawierała standardowo m.in. 4 poduszki powietrzne, radio z możliwością odtwarzania mp3, klimatyzację manualną, ABS z EBD i ESP, panel deski rozdzielczej z wykończeniem przypominającym włókno węglowe |
| Emotion                                                        | 1.4 (T-Jet 120, 150 KM, MultiAir 140 KM [od 2010 roku]), 1.6 (Multijet 120 KM), 1.9 (Multijet 120, 150 KM), 2.0 (Multijet 165 KM) Zawierała standardowo m.in. automatyczną klimatyzację, 6 poduszek powietrznych, panel deski rozdzielczej z wykończeniem przypominającym włókno węglowe, podłokietnik tylny, światła przeciwmgielne z funkcją doświetlania zakrętów, kierownicę z przyciskami sterowania systemem Blue&Me |
| Sport                                                          | 1.4 (T-Jet 150 KM, MultiAir 140 KM [od 2010 roku]), 1.9 (Multijet 150 KM), 2.0 (Multijet 165 KM) Zawierała standardowo m.in. automatyczną klimatyzację, 6 poduszek powietrznych, panel deski rozdzielczej z wykończeniem przypominającym włókno węglowe, światła przeciwmgielne z funkcją doświetlania zakrętów, kierownicę z przyciskami sterowania systemem Blue&Me |
| W 2012 roku zastąpiły je:                                      | |
| Pop                                                            | 1.4 (90 KM), 1.6 (Multijet 105 KM) Podstawowa wersja wyposażenia. Zawierała m.in. manualną klimatyzację, 4 poduszki powietrzne, system ESP, elektryczne szyby z przodu |
| Easy                                                           | 1.4 (90 KM, T-Jet 120 KM, MultiAir 140 KM), 1.6 (Multijet 105, 120 KM, Multijet Dualogic 120 KM) Kompromis pomiędzy przystępną ceną i poziomem wyposażenia. Zawierała standardowo to samo co wersja wyposażenia Pop, a także m.in. 16-calowe felgi aluminiowe, radio z CD/MP3, elektryczne szyby z tyłu, centralny podłokietnik z chłodzonym schowkiem, światła przeciwmgielne z funkcją doświetlania zakrętów, multifunkcyjną kierownicę |
| Street                                                         | 1.4 (T-Jet 120 KM), 1.6 (Multijet 120 KM) Zawierała standardowo to samo co wersja wyposażenia Easy, a także m.in. 17-calowe felgi w błyszczącym czarnym kolorze, wykończone wstawkami w barwie diamentu; czerwone zaciski hamulców widoczne z za felg; liczne, czarne dodatki na karoserii samochodu: od górnej i dolnej kraty wlotu powietrza poczynając, na obudowach lusterek i obwódkach świateł przeciwmgłowych kończąc. Wnętrze wyposażono w czarne, skórzane fotele (z regulacją odcinka lędźwiowego), które współgrały z wykończeniem deski rozdzielczej z efektem czarnego karbonu, a także w system Hi-Fi z ośmioma głośnikami i subwooferem. Charakterystycznym elementem serii Street było też zaprojektowane specjalnie dla tego modelu logo. |
| Dodatkowo funkcjonowały wersje specjalne:                      | |
| Estiva +                                                       | 1.4 (90 KM, T-Jet 120 KM), 1.9 (Multijet 120 KM) Zawierała standardowo m.in. dwustrefową klimatyzację automatyczną, system Blue&Me, kierownicę z przyciskami sterowania systemem Blue&Me, |
| MyLife [od 2011 roku]                                          | 1.4 (90 KM, T-Jet 120 KM, MultiAir 140 KM), 1.6 (Multijet 120 KM) Zawierała standardowo m.in. nawigację Instant Nav |
| Dostępne było także wyposażenie opcjonalne w postaci pakietów: | |
| Pakiet Sport                                                   | Zawierał m.in. sportowe zawieszenie, 18-calowe felgi aluminiowe, spojler tylny i boczne, sportowy zestaw pedałów, fotel kierowcy z regulacją podparcia odcinka lędźwiowego, kierownicę, gałkę dźwigni zmiany biegów i dźwignię hamulca ręcznego pokryte skórą, podłokietnik tylny, chromowaną końcówkę rury wydechowej oraz system Blue&Me |
| Pakiet Lounge [od 2012 roku]                                   | Zawierał m.in. 17-calowe felgi aluminiowe, automatyczną klimatyzację, czujniki parkowania tylne, tempomat, elektrycznie składane lusterka oraz system Blue&Me |

### Gwarancja
Podczas debiutu na rynku w 2007 roku samochody objęte zostały pełną 3-letnią gwarancją, do przebiegu miliona km. W 2009 roku Fiat wprowadził zmiany w ofercie gwarancyjnej. Objął samochody Bravo (sprzedane po 1 sierpnia 2009):
- 2-letnią gwarancją bez limitu kilometrów;
- + 1rok gwarancji na ograniczonych zasadach (promocja od 1.08.2009 do 31.12.2011);
- gwarancją na wady lakiernicze na okres 3 lat;
- gwarancją perforacyjną na 8 lat;
- Usługą Assistance CIAOFIAT, dzięki której osoby podróżujące pojazdem w przypadku jego unieruchomienia otrzymują bezpłatnie następujące usługi i świadczenia:
  - usprawnienie pojazdu na drodze,
  - transport ubezpieczonego do miejsca zamieszkania lub miejsca docelowego podróży,
  - odbiór naprawionego pojazdu,
  - holowanie pojazdu,
  - zakwaterowanie w hotelu,
  - zaliczka na pokrycie kosztów naprawy,
  - samochód zastępczy,
  - koszty dodatkowego transportu,
  - pomoc medyczna.

### Wersje specjalne

#### Bravo Tour de Pologne
Od 2007 roku dostępne były limitowane serie samochodów pod nazwą: Bravo Tour de Pologne. Ich przygotowaniem zajmował się Fiat Auto Poland, główny sponsor Wyścigu Dookoła Polski. Auta te wyróżniały się bogatym wyposażeniem, a dodatkowo posiadały grawerowaną tabliczkę z limitowanym numerem serii oraz autografem wicemistrza olimpijskiego – Czesława Langa, dyrektora TDP. Tabliczki umieszczano pod dźwignią hamulca ręcznego. Modele te posiadały także dywaniki z wyszytym logo Tour de Pologne oraz okolicznościowe naklejki zewnętrzne na klapie i błotnikach. W 2007 roku przygotowano 40 takich samochodów na bazie wersji 1.4 T-Jet Sport 150 KM. W 2008 były to samochody 1.4 T-Jet Sport 120 KM.

#### Bravo w policji
Na bazie Fiata Bravo skonstruowano radiowozy dla policji. Od wersji cywilnej samochody różnią się dodatkowym wyposażeniem, np. radiostacją, wideorejestratorem, systemem identyfikacji tablic rejestracyjnych, czy systemem ostrzegania świetlnego i dźwiękowego (charakterystycznym dla pojazdów uprzywilejowanych). Mogą mieć również specjalne malowanie karoserii.
We Włoszech korzysta z nich policja (policja państwowa, wł. Polizia di Stato), Korpus Straży Skarbowej (wł. Guardia di Finanza), policja więzienna (wł. Polizia Penitenziaria), policja lokalna (wł. Polizia locale) oraz żandarmeria (wł. Arma dei Carabinieri), pełniąca także część obowiązków charakterystycznych dla jednostek policji. Pojazdy należące do Carabinieri nazywane są potocznie Gazzella.
W Polsce używane są przez policję z wydziałów drogowego, kryminalnego i prewencyjnego. Funkcjonariusze poruszają się w nieoznakowanych pojazdach po cywilnemu, jak i umundurowani (z wydziału drogowego), używając w razie potrzeby będących na wyposażeniu wideorejestratorów. W 2008 roku, w ramach programu modernizacji sprzętu transportowego, policja zakupiła 910 egzemplarzy Fiat Bravo. Zakupu dokonała Komenda Główna Policji oraz KWP w Lublinie, KWP w Radomiu i KWP w Szczecinie.

#### Bravo w straży miejskiej

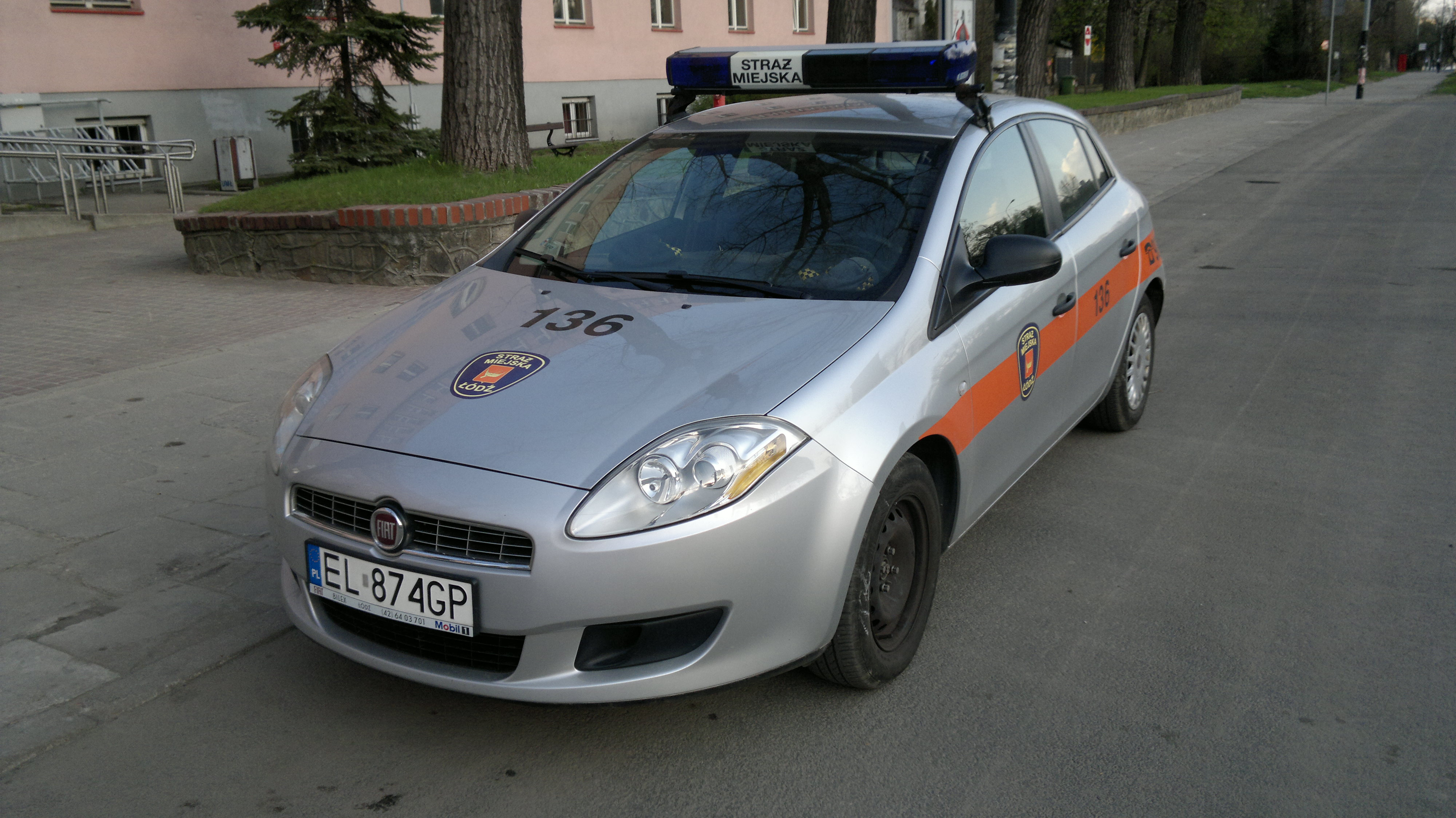
Radiowóz Fiat Bravo łódzkiej Straży Miejskiej

W straży gminnej (miejskiej) są wykorzystywane m.in. we Włoszech (wł. Polizia municipale) i w Polsce, gdzie w postaci radiowozów zostały skierowane do służb patrolowych w Łodzi. 
W latach 2008–2009 straż miejska w Łodzi zakupiła osiem egzemplarzy Fiat Bravo (trzy w 2008 i pięć w 2009 roku). Samochody wyposażono w silniki benzynowe z turbodoładowaniem, klimatyzację i polakierowano na kolor szary. Na bokach (poniżej linii klamek) przyklejono pomarańczowe pasy, na których umieszczono emblemat gminy (z odblaskowym napisem w kolorze żółtym – „Straż Miejska Łódź”) oraz czarne napisy informujące o numerze alarmowym i służbowym bocznym. Na dachu zamontowano niebieskie belki z systemem ostrzegania świetlnego.

#### Bravo w straży pożarnej
W straży pożarnej służą jako samochody operacyjne m.in. we Włoszech (np. w Trydencie) i w Polsce (np. w Komendzie Miejskiej Państwowej Straży Pożarnej w Żorach).

### Prototypy

#### Fiat Bravo Xtreme
W 2012 roku na 27. Międzynarodowym Salonie Samochodowym w São Paulo w Brazylii zaprezentowano koncepcyjną, usportowioną wersję Fiata Bravo o nazwie Xtreme. Samochód bazował na wersji seryjnej Bravo, lecz odróżniał się od niej stylistyką nadwozia i wnętrza oraz zwiększoną mocą jednostki napędowej. Zaprojektowano go w centrum stylistycznym Fiata LATAM w Belo Horizonte w Brazylii (Style Center Latin America).
Nadwozie Fiata Bravo Xtreme było zaopatrzone w fabryczny zestaw komponentów, poprawiających jego aerodynamikę, a przy okazji także nadających mu ciekawszy wygląd. Charakterystycznym elementem był przedni zderzak, z powiększonym centralnym wlotem powietrza do chłodnicy oraz mniejszymi po jego bokach. Środek maskownicy zdobił duży napis z nazwą producenta. Przeprojektowaniu uległy także reflektory, w które wbudowano lampy LED (LED-y otrzymały też światła do jazdy dziennej). Z tyłu samochodu zwracał uwagę zderzak, z umiejscowionym pod nim dyfuzorem z włókna węglowego (ten sam materiał ciągnął się również wzdłuż progów czy wokół niektórych obrysów zderzaków), dwie symetryczne końcówki układu wydechowego oraz światła LED. Samochód wyposażono także w duże aluminiowe felgi i nowe listwy progowe. Na bokach nadwozia naklejono okolicznościową kalkomanię. 
Modyfikacji uległo także zawieszenie pojazdu, które obniżono o 5 mm. Tył samochodu usztywniono, a z przodu zastosowano twardsze o jedną dziesiątą sprężyny.
We wnętrzu również zaszło sporo zmian. Zamontowano cztery indywidualne fotele (dwa z przodu i dwa z tyłu, w miejsce tradycyjnej płaskiej kanapy), ekrany LCD zintegrowane z zagłówkami przednich foteli, system audio firmy ASK, zmodyfikowaną deskę rozdzielczą oraz nową konsolę środkową, z dużym zintegrowanym ekranem oraz centralnym podłokietnikiem.
Układ napędowy modelu Xtreme zaadaptowano z wyścigowego modelu Linea, startującego w Brazylii w pucharze Copa Fiat. Silnik to 1,4-litrowa, 16-zaworowa jednostka z rodziny T-Jet. Jej moc to 253 KM przy 6600 obr./min (maksymalny moment obrotowy o wartości 332 N•m osiągany był przy 5000 obr./min).

### W reklamach
Wprowadzeniu modelu Bravo na rynek towarzyszyła reklama telewizyjna. Użyto w niej wersji akustycznej singli włoskiej piosenkarki Gianny Nannini – Meravigliosa creatura (Wspaniałe stworzenie) oraz Aria.

### Dane techniczne
(dotyczy samochodów produkowanych we Włoszech)

#### Silniki benzynowe
| Wersja           | Pojemność skokowa | Układ i liczba cylindrów | Układ rozrządu /liczba zaworów | Układ zasilania    | Moc maksymalna [KM] ([kW]) /obr./min | Maks. moment obrotowy [N•m] /przy obr./min | 0‑100 km/h    | Prędkość maks. km/h | Zużycie paliwa (l/100 km) miasto/trasa/średnio |
| ---------------- | ----------------- | ------------------------ | ------------------------------ | ------------------ | ------------------------------------ | ------------------------------------------ | ------------- | ------------------- | ---------------------------------------------- |
| 1,4 16v          | 1368 cm³          | R4                       | DOHC/16                        | wtrysk MPI         | 90 KM (66) /5500                     | 128 N•m /4500                              | 12,5 s        | 179                 | 8,6/5,5/6,7                                    |
| 1,4 16v LPG      | 1368 cm³          | R4                       | DOHC/16                        | wtrysk MPI         | 90 KM (66) /5500                     | 128 N•m /4500                              | 12,5 s        | 179                 | benzyna: 8,6/5,5/6,7 LPG: 10,6/5,2/8,3         |
| 1,4 16v          | 1368 cm³          | R4                       | DOHC/16                        | wtrysk MPI (turbo) | 120 KM (88) /5500                    | 206 N•m /2000                              | 9,6 s         | 197                 | 8,6/5,5/6,7                                    |
| 1,4 16v Dualogic | 1368 cm³          | R4                       | DOHC/16                        | wtrysk MPI (turbo) | 120 KM (88) /5500                    | 206 N•m /2000                              | 9,6 s         | 197                 | 8,5/5,4/6,5                                    |
| 1,4 16v MultiAir | 1368 cm³          | R4                       | DOHC/16                        | wtrysk MPI (turbo) | 140 KM (103) /5000                   | 230 N•m /1750                              | 8,9 s         | 204                 | 7,3/4,8/5,7                                    |
| 1,4 16v          | 1368 cm³          | R4                       | DOHC/16                        | wtrysk MPI (turbo) | 150 KM (110) /5500                   | 206 N•m /3000 (230 N•m)                    | 8,5 s (8,2 s) | 212                 | 9,3/5,8/7,1                                    |

#### Silniki wysokoprężne
| Wersja           | Pojemność skokowa | Układ i liczba cylindrów | Układ rozrządu /liczba zaworów | Układ zasilania            | Moc maksymalna [KM] ([kW]) /obr./min | Maks. moment obrotowy [N•m] /przy obr./min | 0‑100 km/h | Prędkość maks. km/h | Zużycie paliwa (l/100 km) miasto/trasa/średnio |
| ---------------- | ----------------- | ------------------------ | ------------------------------ | -------------------------- | ------------------------------------ | ------------------------------------------ | ---------- | ------------------- | ---------------------------------------------- |
| 1,6 16v          | 1598 cm³          | R4                       | DOHC/16                        | wtrysk bezpośredni (turbo) | 90 KM (66) /4000                     | 290 N•m /1500                              | 13,1 s     | 173                 | 5,6/3,7/4,4                                    |
| 1,6 16v          | 1598 cm³          | R4                       | DOHC/16                        | wtrysk bezpośredni (turbo) | 105 KM (77) /4000                    | 290 N•m /1500                              | 11,3 s     | 187                 | 6,3/4,1/4,9                                    |
| 1,6 16v          | 1598 cm³          | R4                       | DOHC/16                        | wtrysk bezpośredni (turbo) | 120 KM (88) /4000                    | 300 N•m /1500                              | 10,5 s     | 195                 | 6,3/4,1/4,9                                    |
| 1,6 16v Dualogic | 1598 cm³          | R4                       | DOHC/16                        | wtrysk bezpośredni (turbo) | 120 KM (88) /4000                    | 300 N•m /1500                              | 10,5 s     | 195                 | 6,9/3,8/4,6                                    |
| 1,9 8v           | 1910 cm³          | R4                       | OHC/8                          | wtrysk bezpośredni (turbo) | 120 KM (88) /4000                    | 255 N•m /2000                              | 10,5 s     | 194                 | 6,9/4,3/5,3                                    |
| 1,9 16v          | 1910 cm³          | R4                       | DOHC/16                        | wtrysk bezpośredni (turbo) | 150 KM (110) /4000                   | 305 N•m /2000                              | 9,0 s      | 209                 | 7,6/4,5/5,6                                    |
| 2,0 16v          | 1956 cm³          | R4                       | DOHC/16                        | wtrysk bezpośredni (turbo) | 165 KM (121) /4000                   | 360 N•m /1750                              | 8,2 s      | 215                 | 6,9/4,3/5,3                                    |

### Sprzedaż w Polsce
| Rok  | Sprzedaż (szt.) |
| ---- | --------------- |
| 2007 | 2 941           |
| 2008 | 4 287           |
| 2009 | 4 428           |
| 2010 | 3 739           |
| 2011 | 2 147           |
| 2012 | 1 011           |
| 2013 | 561             |
| 2014 | 241             |